# Pelecanimimus polyodon
Pelecanimimus polyodon ('imitador de pelicà') és una espècie de dinosaure ornitomimosaure que va viure al Cretaci inferior, fa entre 127 i 121 milions d'anys, en el que actualment és Conca, Espanya. Podia mesurar fins a 2,5 metres de longitud.
Aquest dinosaure corredor era carnívor, presentava fins a 200 dents molt petites a les mandíbules, fet que el diferencia de la resta d'ornitomímids. Les restes fòssils trobades indiquen que tenia un petita cresta sobre el cap així com una bossa a la gola similar a la dels pelicans.